# صلاح‌الدین نسیم
صلاح‌الدین نسیم (انگلیسی: Salah El-Dine Nessim) بازیکن بسکتبال اهل مصر بود که در المپیک تابستانی ۱۹۴۸ شرکت کرده بود.